# Paulino Franklin do Amaral
Paulino Franklin do Amaral (Fortaleza, 1842 -  Conceição do Rio Verde, 22 março de 1892), o Barão de Canindé, foi agraciado por D. Pedro II em 1877. Doutor em medicina, pela Academia do Rio de Janeiro. Deputado à Assembléia Geral, pelo Ceará, em duas legislaturas. Cavaleiro da Ordem da Rosa. Comendador da Ordem de Cristo, de Portugal. Tinha a Condecoração do Busto do Libertador Simão Bolívar, da Venezuela.  

## Biografia
Era filho de Manuel Franklin do Amaral e Paulina do Amaral.
Doutorou-se em Medicina pela Academia do Rio de Janeiro no ano de 1859, sua tese foi sobre:
- 1 – Operações empregadas para cura dos aneurismas;
- 2 – Da cerebelite, suas causas, sinais, diagnóstico e tratamento;
- 3 – Preparação da estriquinina e suas propriedades;
- 4 – Do centeio esporado e seu emprego nos partos.

Representou o Ceará no parlamento do Império nas legislaturas de 1882/1884 e 1886/1889.

## Homenagens
Por sua atuação como médico e político, recebeu muitas condecorações. 
- Título de Barão de Canindé.
- Comendador da Ordem da Rosa,
- Comendador da Ordem de Cristo (de Portugal),
- Busto do Libertador Simon Bolívar, (concedida pela Venezuela),

## Família
Foi casado com Carolina Ventura Rodrigues Reidner, baronesa de Canindé, nascida em 9 abril 1847 e falecida em 1901. Tiveram quatro filhos:
- Plínio Franklin Heydner do Amaral
- Oscar Franklin Heydner do Amaral
- Raul Franklin Heydner do Amaral e
- Celina Laura de Canindé